# Tegicornia uniflora
Tegicornia es un género de plantas fanerógamas de la familia Amaranthaceae. Su especie tipo: Tegicornia uniflora Paul G.Wilson, es originaria de Australia.

## Taxonomía
Tegicornia uniflora fue descrita por el botánico australiano, Paul G.Wilson y publicado en  Nuytsia 3: 35, en el año 1980.